# Bauhinia fulva
Bauhinia fulva là một loài thực vật có hoa trong họ Đậu. Loài này được Korth. miêu tả khoa học đầu tiên.